# Reinerton-Orwin-Muir, Pennsylvania
Reinerton-Orwin-Muir, Pennsylvania (енгл. Reinerton-Orwin-Muir) град је у америчкој савезној држави Пенсилванија.

## Демографија
По попису из 2000. године број становника је 1.037.
| Група             | 2000.         | 2010.    |
| Белци             | 1.029 (99,2%) | 0 (0,0%) |
| Афроамериканци    | 0 (0,0%)      | 0 (0,0%) |
| Азијати           | 3 (0,3%)      | 0 (0,0%) |
| Хиспаноамериканци | 1 (0,1%)      | 0 (0,0%) |
| Укупно            | 1.037         | 0        |